# 小行星1285
小行星1285（1285 Julietta）是一颗围绕太阳公转的小行星。1933年8月21日，歐仁·約瑟夫·德爾波特在于克勒发现了此天体。
該小行星以發現者的母親茱麗葉塔（Julietta）命名。
这颗小行星的绝对星等为72.20631748746148等。